# Leonardo Sciascia
Leonardo Sciascia [leoˈnardo ˈʃaːʃa] (em siciliano, Liunardu Sciascia; Racalmuto, 8 de janeiro de 1921 — Palermo, 20 de novembro de 1989) foi um escritor, ensaísta e político italiano. Colaborador de jornais e revistas, esteve sempre ligado ativamente a causas políticas e sociais italianas.

## Biografia
Era o primogênito dos três filhos de Pasquale Sciascia e da dona-de-casa Genoveffa Martorelli. A mãe provinha de uma família de artesãos enquanto o pai era empregado numa mina de enxofre local e a história do escritor tem suas raízes justamente nas minas onde trabalharam seu pai e avô.
Autor de romances marcados pela crítica à corrupção política e ao poder arbitrário, incluindo a máfia; tornou-se um dos mais proeminentes escritores italianos do século XX.
Sobre a máfia da Sicília Sciascia declarou:
Me interessei pela máfia pois era um fenômeno siciliano e o governo oficialmente, negava a existência; poucos se davam conta de que fosse um fenômeno. Hoje, todos sabem o que é máfia, todos lutam contra a máfia, até mesmo aqueles que se interessam pela sua sobrevivência estão interessados em se chamarem de antimafiosos”
Vários filmes no cinema italiano foram produzidos baseados em livros do autor, por exemplo: Il giorno della civetta (1968) baseado em livro homônimo e dirigido por Damiano Damiani, e Cadaveri eccellenti (1976), baseado no romance Il contesto e dirigido por Francesco Rosi.
Em 1976 foi eleito para o Conselho Municipal de Palermo, pelo Partido Comunista Italiano, partido o qual saiu em 1977. Posteriormente, atuou no Parlamento Italiano e, em 1979, tornou-se membro do Parlamento Europeu.
Em 1984 foi diagnosticado com mieloma múltiplo (câncer nas células plasmáticas). Morreu em Palermo, como resultado de complicações, em 20 de novembro de 1989. Não era um religioso fiel, mas não era ateu, ele declarou:
Me guio pela razão, pela sensação iluminista da inteligência, o sentido humano e cristão da vida, a busca da verdade e da luta contra a injustiça, fraudes e enganos.

## Literatura
Seu primeiro livro, Favole della dittatura (Fábulas da ditadura), uma sátira ao fascismo, foi publicado em 1950. Nas obras seguintes, alcançou o sucesso ao abordar com ironia o cotidiano na Sicília. A partir da década de 1960, passou a se inspirar nos romances policiais para desenvolver suas ideias e produziu várias obras nessa temática.
Sobre seu gosto literário disse ao jornal de Zurique: Tages-Anzeiger, em 1976:
Gosto muito de Graham Greene e Friedrich Dürrenmatt, por mais paradoxal que possa parecer, acho esses dois escritores semelhantes. Eles dão um destaque à técnica narrativa do gênero policial. Em Greene tem a presença da graça, em Dürrenmatt me parece que exista a negação da graça. Para mim eles são dois escritores complementares.

## A análise da arte
Leonardo Sciascia incidirá sobre a análise da pintura, e, em particular, à Sicília Mario Bardi, dizendo em 1967:

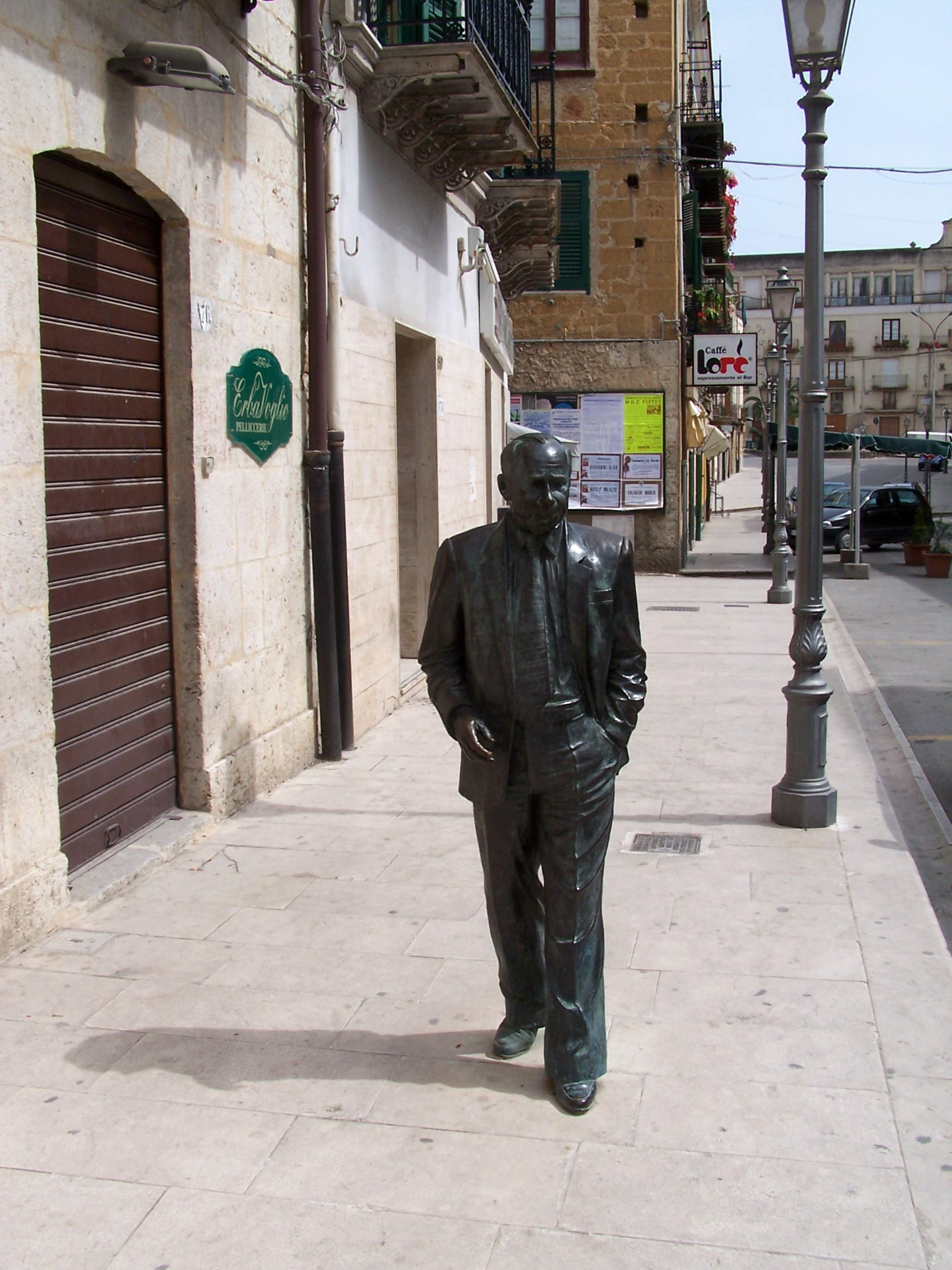
Estátua de Leonardo Sciascia em Racalmuto.

Não há nada na sua pintura que a Sicília não possa explicar, e não apenas nos eventos, os fatos, mas também na maneira de ser e em sua maneira de ser como um pintor.

## Obras (Parcial)

### Romances
- Il giorno della civetta (Einaudi, 1961) no Brasil: O dia da coruja (Rocco, 1995)
- Il consiglio d'Egitto (Einaudi, 1963) no Brasil: O Conselho do Egito (Fontana, 1981)
- Morte dell'Inquisitore (Laterza, 1964)
- A ciascuno il suo (Einaudi, 1966) no Brasil: A denúncia (Roccco, 1988) e A cada um o seu (Alfaguara Brasil, 2007)
- Il contesto (Einaudi, 1971) no Brasil: O Contexto (Civilização Brasileira, 1979) e A trama (Rocco, 1990)
- Todo modo (Einaudi, 1974)
- Candido, ovvero Un sogno fatto in Sicilia (Einaudi, 1977) no Brasil: Candido, ou Uma História Sonhada na Sicilia (Berlendis, 2014)
- La strega e il capitano (Bompiani, 1986) no Brasil: A bruxa e o capitão (Rocco, 1989)
- 1912 + 1 (Adelphi, 1986) no Brasil: 1912 + 1 (Rocco, 1987)
- Porte aperte (Adelphi, 1987) no Brasil: Portas abertas (Rocco, 1990)
- Il cavaliere e la morte (Adelphi, 1988)
- Una storia semplice (Adelphi, 1989)

### Contos
- Gli zii di Sicilia (Einaudi, 1958)
- Racconti siciliani (Istituto statale d'arte per la decorazione e la illustrazione del libro, 1966)
- Atti relativi alla morte di Raymond Roussel (Esse, 1971)
- Il mare colore del vino (Einaudi, 1973) O mar cor de vinho (Berlendis & Vertecch, 2001
- La sentenza memorabile (Sellerio, 1982)
- Cronachette (Sellerio, 1985)

### Poesia
- Favole della dittatura (Bardi, 1950)
- La Sicilia, il suo cuore (Bardi, 1952)
- Il fiore della poesia romanesca (1952)

### Outros
- L'Affaire Moro ( Palermo , 1978 )
- Feste religiose in Sicilia (fotografias de Ferdinando Scianna) (1965)
- La scomparsa di Majorana (Torino, 1975) no Brasil: Majorana desapareceu (Rocco, 1991)